# Tulliniemen linnustonsuojelualue
Tulliniemen linnustonsuojelualue este o arie protejată (arie specială de conservare — SAC, sit de importanță comunitară — SCI, arie de protecție specială avifaunistică — SPA) din Finlanda întinsă pe o suprafață de 11.155 ha, integral pe uscat.

## Localizare
Centrul sitului Tulliniemen linnustonsuojelualue este situat la coordonatele 59°47′07″N 22°51′15″E / 59.7853°N 22.8543°E.

## Înființare
Situl Tulliniemen linnustonsuojelualue a fost declarat sit de importanță comunitară în august 1998 pentru a proteja 51 de specii de animale. Alte tipuri de protecție:
- arie de protecție specială avifaunistică (în august 1998)[2]
- arie specială de conservare (în aprilie 2015)[1][3][4]

## Biodiversitate
Situată în ecoregiunea boreală, aria protejată conține 16 habitate naturale: Dune mobile cu vegetație embrionară, Dune mobile de-a lungul țărmului cu Ammophila arenaria („dune albe”), Dune de coastă fixe cu vegetație erbacee („dune gri”), Dune fixe decalcificate cu Empetrum nigrum, Dune împădurite din regiunile atlantică, continentală și boreală, Pajiști fino-scandinave uscate până la mezice, bogate în specii de altitudine mică, Pante stâncoase silicioase cu vegetație casmofită, Păduri fino-scandinave bogate în ierburi cu Picea abies, Pășuni din zone de pădure fino-scandinave, Bancuri de nisip acoperite în permanență slab de apă marină, Recifuri, Vegetație perenă pe țărmurile stâncoase, Faleze cu vegetație de pe coastele atlantice și baltice, Insulițe și insule mici din Baltica boreală, Pășuni de coastă din Baltica boreală, Litoraluri nisipoase din Baltica boreală cu vegetație perenă.
La baza desemnării sitului se află mai multe specii protejate de  păsări (51): alca (Alca torda), rață sulițar (Anas acuta), acvilă de munte (Aquila chrysaetos), stârc cenușiu (Ardea cinerea), pietruș (Arenaria interpres), rață-cu-cap-castaniu (Aythya ferina), rața moțată (Aythya fuligula), Aythya marila, Branta leucopsis, Calidris alba, Calidris alpina schinzii, Calidris canutus, fugaci roșcat (Calidris ferruginea), bătăuș (Calidris pugnax), fugaci pitic (Calidris temminckii), Cepphus grylle, lebădă de iarnă (Cygnus cygnus), ciocănitoare neagră (Dryocopus martius), șoimul rândunelelor (Falco subbuteo), vânturel roșu (Falco tinnunculus), muscar (Ficedula parva), cufundar polar (Gavia arctica), cufundar mic (Gavia stellata), Hydrocoloeus minutus, pescăriță mare (Hydroprogne caspia), sfrâncioc roșiatic (Lanius collurio), pescăruș râzător (Larus ridibundus), sitar de mal nordic (Limosa lapponica), sitar de mâl (Limosa limosa), becațină mică (Lymnocryptes minimus), Lyrurus tetrix tetrix, rață pestriță (Mareca strepera), rață catifelată (Melanitta fusca), rață neagră (Melanitta nigra), Mergellus albellus, codobatura galbenă (Motacilla flava), ploier argintiu (Pluvialis squatarola), corcodel-urechiat (Podiceps auritus), corcodel-cu-gât-roșu (Podiceps grisegena), Polysticta stelleri, eider (Somateria mollissima), Spatula clypeata, rață cârâitoare (Spatula querquedula), chiră de baltă (Sterna hirundo), Sterna paradisaea, silvie porumbacă (Sylvia nisoria), corcodel mic (Tachybaptus ruficollis), călifar alb (Tadorna tadorna), fluierar negru (Tringa erythropus), fluierar de mlaștină (Tringa glareola), fluierarul cu picioare roșii (Tringa totanus).
Pe lângă speciile protejate, pe teritoriul sitului au mai fost identificate 3 specii de plante, 1 specie de păsări, 29 de specii de nevertebrate.